# Rhaconotus pilosus
Rhaconotus pilosus är en stekelart som beskrevs av Granger 1949. Rhaconotus pilosus ingår i släktet Rhaconotus och familjen bracksteklar. Inga underarter finns listade i Catalogue of Life.